# Copa do Mundo FIFA de 2006 - Grupo A
O Grupo A da Copa do Mundo de 2006 foi formado por Alemanha, Costa Rica, Polônia e Equador.

## Classificação
| Pos | Equipe       | Pts | J | V | E | D | GP | GC | SG | Classificado      |
| --- | ------------ | --- | - | - | - | - | -- | -- | -- | ----------------- |
| 1   | Alemanha (H) | 9   | 3 | 3 | 0 | 0 | 8  | 2  | +6 | Fase eliminatória |
| 2   | Equador      | 6   | 3 | 2 | 0 | 1 | 5  | 3  | +2 | Fase eliminatória |
| 3   | Polónia      | 3   | 3 | 1 | 0 | 2 | 2  | 4  | −2 | Eliminado         |
| 4   | Costa Rica   | 0   | 3 | 0 | 0 | 3 | 3  | 9  | −6 | Eliminado         |

## Alemanha - Costa Rica
| 9 de Junho de 2006 | Alemanha                             | 4 – 2       | Costa Rica       | FIFA WM Stadion München, Munique              |
| 18:00              | Lahm 6' · Klose 17' 61' · Frings 87' | (Relatório) | Wanchope 12' 73' | Público: 66,000 Árbitro: ARG Horacio Elizondo |

| ALEMANHA:        |    |                        |  |       |
|                  |    |                        |  |       |
| GK               | 1  | Jens Lehmann           |  |       |
| RB               | 3  | Arne Friedrich         |  |       |
| CB               | 17 | Per Mertesacker        |  |       |
| CB               | 21 | Christoph Metzelder    |  |       |
| LB               | 16 | Philipp Lahm           |  |       |
| DM               | 8  | Torsten Frings         |  |       |
| RM               | 19 | Bernd Schneider        |  | 90+1' |
| LM               | 7  | Bastian Schweinsteiger |  |       |
| AM               | 18 | Tim Borowski           |  | 72'   |
| CF               | 11 | Miroslav Klose         |  | 79'   |
| CF               | 20 | Lukas Podolski         |  |       |
| Substitutos:     |    |                        |  |       |
| MF               | 5  | Sebastian Kehl         |  | 72'   |
| FW               | 10 | Oliver Neuville        |  | 79'   |
| MF               | 22 | David Odonkor          |  | 90+1' |
| Treinador:       |    |                        |  |       |
| Jürgen Klinsmann |    |                        |  |       |

| COSTA RICA:         |    |                   |     |       |
|                     |    |                   |     |       |
| GK                  | 18 | José Porras       |     |       |
| RB                  | 4  | Michael Umaña     |     |       |
| CB                  | 20 | Douglas Sequeira  |     |       |
| LB                  | 3  | Luis Marín        |     |       |
| DM                  | 8  | Mauricio Solís    |     | 78'   |
| DM                  | 5  | Gilberto Martínez |     | 66'   |
| RM                  | 6  | Danny Fonseca     | 30' |       |
| LM                  | 12 | Leonardo González |     |       |
| AM                  | 10 | Walter Centeno    |     |       |
| AM                  | 11 | Rónald Gómez      |     | 90+1' |
| CF                  | 9  | Paulo Wanchope    |     |       |
| Substitutos:        |    |                   |     |       |
| DF                  | 2  | Jervis Drummond   |     | 66'   |
| MF                  | 7  | Christian Bolaños |     | 78'   |
| MF                  | 14 | Randall Azofeifa  |     | 90+1' |
| Treinador:          |    |                   |     |       |
| Alexandre Guimarães |    |                   |     |       |

| Homem da partida Miroslav Klose Assistentes: Dario Garcia Rodolfo Otero Quarto-árbitro: Carlos Chandia Quinto-árbitro: Cristian Julio |

## Polônia - Equador
| 9 de Junho de 2006 | Polónia | 0 – 2       | Equador                      | FIFA WM Stadion Gelsenkirchen, Gelsenkirchen |
| 21:00              |         | (Relatório) | C. Tenorio 24' · Delgado 80' | Público: 52,000 Árbitro: JAP Toru Kamikawa   |

| POLÔNIA:     |    |                     |     |     |
|              |    |                     |     |     |
| GK           | 1  | Artur Boruc         |     |     |
| RB           | 4  | Marcin Baszczyński  |     |     |
| CB           | 2  | Mariusz Jop         |     |     |
| CB           | 6  | Jacek Bąk           |     |     |
| LB           | 14 | Michał Żewłakow     |     |     |
| DM           | 7  | Radosław Sobolewski |     | 67' |
| RM           | 15 | Euzebiusz Smolarek  | 37' |     |
| CM           | 16 | Arkadiusz Radomski  |     |     |
| CM           | 10 | Mirosław Szymkowiak |     |     |
| LM           | 8  | Jacek Krzynówek     |     | 78' |
| CF           | 9  | Maciej Żurawski     |     | 83' |
| Substitutos: |    |                     |     |     |
| FW           | 21 | Ireneusz Jeleń      |     | 67' |
| MF           | 5  | Kamil Kosowski      |     | 78' |
| FW           | 23 | Paweł Brożek        |     | 83' |
| Treinador:   |    |                     |     |     |
| Paweł Janas  |    |                     |     |     |

| EQUADOR:             |    |                   |     |     |
|                      |    |                   |     |     |
| GK                   | 12 | Cristian Mora     |     |     |
| RB                   | 4  | Ulises de la Cruz |     | 69' |
| CB                   | 3  | Iván Hurtado      | 31' |     |
| CB                   | 17 | Giovanny Espinoza |     |     |
| LB                   | 18 | Neicer Reasco     |     |     |
| RM                   | 8  | Édison Méndez     | 70' |     |
| CM                   | 14 | Segundo Castillo  |     |     |
| CM                   | 20 | Edwin Tenorio     |     |     |
| LM                   | 16 | Antonio Valencia  |     |     |
| CF                   | 21 | Carlos Tenorio    |     | 65' |
| CF                   | 11 | Agustín Delgado   |     | 83' |
| Substitutos:         |    |                   |     |     |
| FW                   | 10 | Iván Kaviedes     |     | 65' |
| DF                   | 2  | Jorge Guagua      |     | 69' |
| MF                   | 6  | Patricio Urrutia  |     | 83' |
| Treinador:           |    |                   |     |     |
| Luis Fernando Suárez |    |                   |     |     |

| Homem da partida Agustín Delgado Assistentes: Yoshikazu Hiroshima Kim Dae-Young Quarto-árbitro: Ľuboš Micheľ Quinto-árbitro: Roman Slysko |

## Alemanha - Polônia
| 14 de Junho de 2006 | Alemanha       | 1 – 0       | Polónia | FIFA WM Stadion Dortmund, Dortmund                 |
| 21:00               | Neuville 90+1' | (Relatório) |         | Público: 65,000 Árbitro: ESP Luis Medina Cantalejo |

| ALEMANHA:        |    |                        |     |     |
|                  |    |                        |     |     |
| GK               | 1  | Jens Lehmann           |     |     |
| RB               | 3  | Arne Friedrich         |     | 64' |
| CB               | 17 | Per Mertesacker        |     |     |
| CB               | 21 | Christoph Metzelder    | 70' |     |
| LB               | 16 | Philipp Lahm           |     |     |
| RM               | 19 | Bernd Schneider        |     |     |
| CM               | 8  | Torsten Frings         |     |     |
| CM               | 13 | Michael Ballack        | 58' |     |
| LM               | 7  | Bastian Schweinsteiger |     | 77' |
| CF               | 11 | Miroslav Klose         |     |     |
| CF               | 20 | Lukas Podolski         |     | 71' |
| Substitutos:     |    |                        |     |     |
| MF               | 22 | David Odonkor          | 68' | 64' |
| FW               | 10 | Oliver Neuville        |     | 71' |
| MF               | 18 | Tim Borowski           |     | 77' |
| Treinador:       |    |                        |     |     |
| Jürgen Klinsmann |    |                        |     |     |

| POLÔNIA:     |    |                     |                                   |       |
|              |    |                     |                                   |       |
| GK           | 1  | Artur Boruc         | 89'                               |       |
| RB           | 4  | Marcin Baszczyński  |                                   |       |
| CB           | 19 | Bartosz Bosacki     |                                   |       |
| CB           | 6  | Jacek Bąk           |                                   |       |
| LB           | 14 | Michał Żewłakow     |                                   | 83'   |
| CM           | 7  | Radosław Sobolewski | Penalizado · Penalizado · Expulso |       |
| CM           | 16 | Arkadiusz Radomski  |                                   |       |
| RW           | 21 | Ireneusz Jeleń      |                                   | 90+1' |
| AM           | 15 | Euzebiusz Smolarek  |                                   |       |
| LW           | 8  | Jacek Krzynówek     | 3'                                | 77'   |
| CF           | 9  | Maciej Żurawski     |                                   |       |
| Substitutos: |    |                     |                                   |       |
| FW           | 21 | Mariusz Lewandowski |                                   | 77'   |
| DF           | 17 | Dariusz Dudka       |                                   | 83'   |
| FW           | 23 | Paweł Brożek        |                                   | 90+1' |
| Treinador:   |    |                     |                                   |       |
| Paweł Janas  |    |                     |                                   |       |

| Homem da partida Philipp Lahm Assistentes: Victoriano Giraldez Carrasco Pedro Medina Hernández Quarto-árbitro: Khalil Al Ghamdi Quinto-árbitro: Fathi Arabati |

## Equador - Costa Rica
| 15 de Junho de 2006 | Equador                                      | 3 – 0       | Costa Rica | FIFA WM Stadion Hamburg, Hamburgo         |
| 15:00               | C. Tenorio 8' · Delgado 54' · Kaviedes 90+2' | (Relatório) |            | Público: 50,000 Árbitro: BEN Coffi Codjia |

| EQUADOR:             |    |                   |     |     |
|                      |    |                   |     |     |
| GK                   | 12 | Cristian Mora     | 60' |     |
| RB                   | 17 | Giovanny Espinoza |     | 69' |
| CB                   | 3  | Iván Hurtado      |     |     |
| CB                   | 4  | Ulises de la Cruz | 54' |     |
| LB                   | 18 | Neicer Reasco     |     |     |
| RM                   | 8  | Édison Méndez     |     |     |
| CM                   | 20 | Edwin Tenorio     |     |     |
| CM                   | 14 | Segundo Castillo  | 44' |     |
| LM                   | 16 | Antonio Valencia  |     | 73' |
| CF                   | 11 | Agustín Delgado   |     |     |
| CF                   | 21 | Carlos Tenorio    |     | 46' |
| Substitutos:         |    |                   |     |     |
| FW                   | 10 | Iván Kaviedes     |     | 46' |
| DF                   | 2  | Jorge Guagua      |     | 69' |
| MF                   | 6  | Patricio Urrutia  |     | 73' |
| Treinador:           |    |                   |     |     |
| Luis Fernando Suárez |    |                   |     |     |

| COSTA RICA:         |    |                   |     |     |
|                     |    |                   |     |     |
| GK                  | 18 | José Porras       |     |     |
| RB                  | 4  | Michael Umaña     |     |     |
| CB                  | 20 | Douglas Sequeira  |     |     |
| LB                  | 3  | Luis Marín        | 10' |     |
| DM                  | 6  | Danny Fonseca     |     | 29' |
| DM                  | 8  | Mauricio Solís    | 28' |     |
| RM                  | 15 | Harold Wallace    |     |     |
| LM                  | 12 | Leonardo González |     | 56' |
| AM                  | 10 | Walter Centeno    |     | 84' |
| AM                  | 11 | Rónald Gómez      |     |     |
| CF                  | 9  | Paulo Wanchope    |     |     |
| Substitutos:        |    |                   |     |     |
| FW                  | 19 | Álvaro Saborío    |     | 29' |
| MF                  | 16 | Carlos Hernández  |     | 56' |
| FW                  | 13 | Kurt Bernard      |     | 84' |
| Treinador:          |    |                   |     |     |
| Alexandre Guimarães |    |                   |     |     |

| Homem da partida Agustín Delgado Assistentes: Celestin Ntagungira Aboudou Aderodjou Quarto-árbitro: Mohamed Guezzaz Quinto-árbitro: Brahim Djezzar |

## Equador - Alemanha
| 20 de Junho de 2006 | Equador | 0 – 3       | Alemanha                    | Olympiastadion, Berlim                       |
| 16:00               |         | (Relatório) | Klose 4' 44' · Podolski 57' | Público: 72,000 Árbitro: RUS Valentin Ivanov |

| EQUADOR:             |    |                   |     |     |
|                      |    |                   |     |     |
| GK                   | 12 | Cristian Mora     |     |     |
| RB                   | 4  | Ulises de la Cruz |     |     |
| CB                   | 2  | Jorge Guagua      |     |     |
| CB                   | 17 | Giovanny Espinoza |     |     |
| LB                   | 13 | Paul Ambrossi     |     |     |
| RM                   | 8  | Edison Méndez     |     |     |
| CM                   | 20 | Edwin Tenorio     |     |     |
| CM                   | 15 | Marlon Ayoví (c)  |     | 68' |
| LM                   | 16 | Antonio Valencia  | 52' | 63' |
| CF                   | 10 | Iván Kaviedes     |     |     |
| CF                   | 9  | Felix Borja       |     | 46' |
| Substitutos:         |    |                   |     |     |
| FW                   | 23 | Cristian Benítez  |     | 46' |
| DF                   | 7  | Christian Lara    |     | 63' |
| MF                   | 6  | Patricio Urrutia  |     | 68' |
| Treinador:           |    |                   |     |     |
| Luis Fernando Suárez |    |                   |     |     |

| ALEMANHA:        |    |                        |     |     |
|                  |    |                        |     |     |
| GK               | 1  | Jens Lehmann           |     |     |
| RB               | 3  | Arne Friedrich         |     |     |
| CB               | 17 | Per Mertesacker        |     |     |
| CB               | 4  | Robert Huth            |     |     |
| LB               | 16 | Philipp Lahm           |     |     |
| RM               | 19 | Bernd Schneider        |     | 73' |
| CM               | 8  | Torsten Frings         |     | 66' |
| CM               | 13 | Michael Ballack        |     |     |
| LM               | 7  | Bastian Schweinsteiger |     |     |
| CF               | 11 | Miroslav Klose         |     | 66' |
| CF               | 20 | Lukas Podolski         |     |     |
| Substitutos:     |    |                        |     |     |
| FW               | 10 | Oliver Neuville        |     | 66' |
| MF               | 18 | Tim Borowski           | 75' | 66' |
| MF               | 14 | Gerald Asamoah         |     | 73' |
| Treinador:       |    |                        |     |     |
| Jürgen Klinsmann |    |                        |     |     |

| Homem da partida Michael Ballack Assistentes: Nikolay Gobulev Evgueni Volnin FQuarto-árbitro: Kevin Stott Quinto-árbitro: Chris Strickland |

## Costa Rica - Polônia
| 20 de Junho de 2006 | Costa Rica | 1 – 2       | Polónia         | FIFA WM Stadion Hannover, Hanôver           |
| 16:00               | Gómez 25'  | (Relatório) | Bosacki 33' 65' | Público: 43,000 Árbitro: SIN Shamsul Maidin |

| COSTA RICA:         |    |                   |       |     |
|                     |    |                   |       |     |
| GK                  | 18 | José Porras       |       |     |
| RB                  | 4  | Michael Umaña     | 17'   |     |
| CB                  | 3  | Luis Marín        | 45+2' |     |
| LB                  | 17 | Gabriel Badilla   | 56'   |     |
| RM                  | 2  | Jervis Drummond   |       | 70' |
| CM                  | 8  | Mauricio Solís    |       |     |
| CM                  | 20 | Christian Bolaños |       | 78' |
| LM                  | 12 | Leonardo González | 76'   |     |
| AM                  | 10 | Walter Centeno    |       |     |
| CF                  | 9  | Paulo Wanchope    |       |     |
| CF                  | 11 | Rónald Gómez      | 45+2' | 82' |
| Substitutos:        |    |                   |       |     |
| MF                  | 15 | Harold Wallace    |       | 70' |
| MF                  | 19 | Álvaro Saborío    |       | 78' |
| MF                  | 16 | Carlos Hernández  |       | 82' |
| Treinador:          |    |                   |       |     |
| Alexandre Guimarães |    |                   |       |     |

| POLÔNIA:     |    |                     |       |     |
|              |    |                     |       |     |
| GK           | 1  | Artur Boruc         | 90+1' |     |
| RB           | 4  | Marcin Baszczyński  | 60'   |     |
| CB           | 19 | Bartosz Bosacki     |       |     |
| CB           | 6  | Jacek Bąk           | 24'   |     |
| LB           | 14 | Michał Żewłakow     | 29'   |     |
| DM           | 16 | Arkadiusz Radomski  | 18'   | 64' |
| RM           | 15 | Euzebiusz Smolarek  |       | 85' |
| LM           | 8  | Jacek Krzynówek     |       |     |
| AM           | 10 | Mirosław Szymkowiak |       |     |
| CF           | 9  | Maciej Żurawski     |       | 46' |
| CF           | 21 | Ireneusz Jeleń      |       |     |
| Substitutos: |    |                     |       |     |
| FW           | 23 | Paweł Brożek        |       | 46' |
| DF           | 18 | Mariusz Lewandowski |       | 64' |
| FW           | 11 | Grzegorz Rasiak     |       | 85' |
| Treinador:   |    |                     |       |     |
| Paweł Janas  |    |                     |       |     |

| Homem da partida Bartosz Bosacki Assistentes: Prachya Permpanich Eisa Ghoulom Quarto-árbitro: Jerome Damon Quinto-árbitro: Justice Yeboah |